# Comunidades utópicas
Las comunidades utópicas  se originan con las comunas o comunidades llamadas falansterio que fueron intentos durante el siglo XIX y primera mitad del siglo XX de crear a una escala reducida una comunidad basada en principios de colaboración, propiedad colectiva y una organización racional del trabajo y la vida social. En síntesis una utopía en la vida real. Se basaban en principios del naciente socialismo y en algunos casos del anarquismo. Se usaba como referencia alguna obra escrito donde se describía su principios organizativos. En muchos casos el mismo autor era su fundador. El lugar de preferencia para su emplazamiento físico era EE. UU. dado el nivel de tolerancia y la facilidad para adquirir terrenos. Se contaba con el antecedente de diversos grupos religiosos (Cuáqueros, menonitas y otros) habían constituido comunidades autónomas. Por diversos factores no duraron mucho estas comunidades.

## Definición
No deja de ser curioso que el concepto de comunidades utópicas haya sido un campo de estudio ignorado desde la antropología española. No ocurre con otras investigaciones extranjeras que de una u otra forma se han acercado a dichas comunidades. La escasez de estudios comunitarios desde nuestras universidades, nos obliga a acercarnos a las aportaciones realizadas desde diferentes países para dotar de cuerpo metodológico y teórico al análisis de los enfoques y los marcos teóricos existentes hasta el momento . Así, creemos necesario este trabajo que pretende llenar ese vacío académico en nuestra disciplina y de paso, aportar conocimiento científico desde nuestro proyecto.
La palabra utopía la acuñó en 1516 Tomás Moro para designar el nombre de una isla desconocida y lejana en la cual se realizaría la mejor de las repúblicas y se caracterizaría por la supresión de la propiedad privada y la libertad religiosa, fenómenos ambos que se pretenden en las nuevas comunidades utópicas, si bien no se consigue en un estado puro y perfecto. 
Según Global Ecovillage Network, la Red Mundial de Ecovillas  http://gen.ecovillage.org/  y https://web.archive.org/web/20040616091148/http://ena.ecovillage.org/, entidad acreditada por Naciones Unidas, hay más de un millón de personas viviendo en quince mil ecovillas dispersas por todos los continentes. Esto supone un número significativo de unidades a estudiar. 
Buscando una definición sencilla, diríamos que las Comunidades Utópicas se expresan como un esfuerzo libre, consciente, deliberado y organizado emprendido por algunos miembros de una sociedad con el fin de crear una cultura más satisfactoria. 
De forma extensa, diríamos que son aquellas comunidades que, no contentas con el modelo de convivencia vigente en sus respectivos lugares de origen, desarrollan un modelo de colectividad alternativo que intenta superar los problemas derivados de la mala planificación, organización y acción social en la convivencia humana dentro del marco de la globalización. Para Martin Stengel , estas comunidades son un espacio experimental donde se intenta desarrollar con mayor o menor éxito unas correctas relaciones dentro de un modelo de vida alternativa. Islas artificiales donde priman expresiones de autonomía, inconformismo y libertad ante cualquier tipo de dominación violenta. 
El nacimiento de estas comunidades tiene mucho que ver con un fenómeno nuevo que radica en la descentralización de la vida en las ciudades, recreando, a la inversa, un nuevo éxodo hacia el campo y la vida rural. Esto es debido a muchos factores, pero sobre todo a la aglomeración desmedida de las ciudades y el elevado coste de vida que esto supone, existiendo infinitas investigaciones desde la sociología y la antropología urbana que describen dicho fenómeno. 
Estos procesos se radicalizan en la construcción o creación de Comunidades Utópicas donde se intenta poner en práctica un modelo de convivencia que rompa con el creado en el lugar de origen. Dado que ahora disponemos de más tecnología y recursos, parece que la creación de dichas comunidades es más fácil de articular, de ahí que, a diferencia de otros experimentos sociales, existan en gran número por todo el mundo. 
Si bien tenemos referencias directas sobre trabajos comunitarios, tenemos al mismo tiempo referencias abundantes sobre el estudio de las utopías en general, las cuales han sido abordados desde varios campos del conocimiento. La reflexión nace tanto desde la historia, el pensamiento político, la sociología, la filosofía o incluso el derecho , siendo, según Ramiro, “la excusa perfecta para discutir acerca de política, arquitectura, cine, televisión, cómics, literatura, estética, ecología, planeamiento urbano, feminismo, crecimiento sustentable o sostenible, agricultura… ”. Más adelante, el mismo autor nos dice que la utopía se ha estudiado desde lo más general a lo más particular, asociando utopía con lo utópico o el espíritu utópico (pensamiento utópico) porque hace referencia a la propensión que tiene el ser humano a imaginar mundos mejores que los realmente habitados . 
De siempre han existido experimentos, iniciativas o alternativas sociales que en algunos casos han prosperado y sobrevivido hasta nuestros días y, en la mayoría, han fracasado. Es por ello que se las conozca como utópicas. Según Alexandre Cioranescu, la palabra utopía está representada por cinco sentidos diferentes: 
1. el título de la obra de Tomás Moro.
2. las obras que presentan analogías con la del escritor inglés, y todas aquellas que describen un país imaginario organizado de una forma diferente.
3. como sinónimo de lo imposible e el sentido más corriente.
4. siguiendo la aportación de Mannheim, utopía designa toda orientación que trasciende la realidad y que rompe los lazos del orden existe.
5. método utópico, el cual consiste en representar un estado de cosas ficticio como efectivamente realizado.

Si bien la palabra utopía es un concepto esencialmente controvertido, es en esta última explicación, la cinco, en la que basaremos este trabajo, es decir, el método utópico como modelo ficticio o imaginado previamente pero a su vez, realizable realmente en este caso, en una comunidad o realidad diferenciada. Podríamos pensar, siguiendo la reflexión de Miguel Ángel Ramiro, que el carácter impracticable de las propuestas utópicas no es un rasgo ni suficiente ni necesario para que se pueda calificar a una determinada propuesta política o religiosa como utópica. 

### Clasificación
Según el antropólogo español Javier León, las comunidades utópicas están influenciadas desde dos ideologías diferenciadas: la política y la religiosa o espiritual. Resulta interesante ver como nacen y se perpetúan estas nuevas redes sociales en interacción continúa con el antagónico que las ha producido: la sociedad contemporánea, las ciudades y los modelos de convivencia actual. 
A pesar de que desde la política y la religión siempre se han abordado las cuestiones utópicas, resulta difícil englobar en tan sólo dos modelos o ideologías las tan variopintas cuestiones por las que los utópicos actuales pretenden convivir de forma diferente. Sírvanos como ejemplo el estudio realizado por Volker Peters y Martin Stengel en el ensayo “Eurotopia, Intencional Communities and Ecovillages in Europe” , donde se muestra la idea por la cual los utópicos acceden a convivir de forma diferente. Según una extensa encuesta realizada por estos autores, los motivos por el cual los utópicos accederían a vivir en una comunidad se dividirían en los siguientes: 
1. 70% por motivos “ecológicos”.
2. 41% practican la “no-violencia”.
3. 36% por motivos  “espirituales”.
4. 31% practican la “agricultura orgánica”.

De estos, algunos pretenden ser autosuficientes, el 32%, otros practican la dieta vegetariana o vegana, el 35%, el 26% pretenden la paz en el mundo, el 20% trabajan en políticas de izquierda siendo el 10% movimientos anarquistas.  Aun así, el maremagno de propuestas incita a una reflexión mayor y apunta a una clasificación que podría ser más exhaustiva.

#### Colonia comunista experimental
Las comunas, comunidades o colonias de comunismo experimental o comunidades de comunidad de bienes son una de las formas más emblemáticas de comunidades utópicas. La comuna o colonia de comunidad de bienes es una comunidad intencional de inspiración socialista libertaria, de duración más o menos extendida. El objetivo principal de un agrupamiento de este tipo, es de experimentación de relaciones sociales fuera del sistema de producción capitalista, admitiendo también a veces prácticas de amor libre, y con poco o ningún uso interno del dinero. En líneas generales, sus integrantes tienen cierta afinidad ideológica y de principios. Este tipo de experiencias pueden ser divididas en dos grandes grupos: (A) Simple tentativa de vivir de forma alternativa, en general porque se rechaza o se critica la forma de vida corriente; (B) Línea militante y activista que en alguna medida busca predicar con el ejemplo.
Las raíces teóricas de este tipo de propuestas o experimentos, deben buscarse en los escritos de Robert Owen y Charles Fourier.

## Ejemplos de comunidades utópicas
- Harmony Society, de George Rapp, comunidad en 1804 Butler, Pa. y Wahash River, Indiana.
- Fourier Phalank Movement, de Charles Fourier, 1808, 1822, 1829, 1830, 1840' 40 experimentos comunitarios.
- New Harmony, de Robert Owen, comunidad socialista 1825
- Nashoba, de Francis Wright, comunidad en 1826 Memphis, Tenn.
- Comunidad de Oneida, de John Humphrey Noyes, comuna establecida en 1835 en Putney, Vt. y Oneida, N.Y.
- Icaria, de Étienne Cabet, comunidad socialista en 1840
- Brook Farm, de George Ripley, comunidad en 1841-1847 West Roxbury, Mass.
- Modern Times, de Josiah Warren, comunidad individualista en 1847 en Tuscarawas, O. y Long Island.
- Colonia Ferrer y Escuela Moderna, de Francisco Ferrer Guardia, comunidad en 1909 ciudad de Nueva York y Stelton, N.J.
- Kibutzim, Eretz Israel
- Moshavim, Eretz Israel
- Misiones. El concepto de los fundadores para las comunidades de religiosos, soldados e indios.
- Familisterio Godin de Laeken